# Gérald Cyprien Lacroix
Gérald Cyprien Lacroix, född 27 juli 1957 i Saint-Hilaire-de-Dorset i Québec, är en kanadensisk kardinal i Romersk-katolska kyrkan. 
Den 22 februari 2011 utsågs Gérald Lacroix till ärkebiskop av Quebec av påve Benedictus XVI. Lacroix upphöjdes till kardinal 22 februari 2024 av påve Franciskus, i samband med detta utsågs han även till att ingå i Franciskus kardinalråd, den innersta kretsen av påvens rådgivare.